# Hwang Min-woo
Đây là một tên người Triều Tiên, họ là Hwang.
Hwang Min-woo (tiếng Hàn Quốc: 황민우, sinh ngày 17 tháng 5 năm 2005, còn có biệt danh là Little PSY), là một nghệ sĩ Hàn Quốc, được đánh giá là một vũ công nhí xuất sắc của xứ kim chi sau khi xuất hiện trong video năm 2012 "Gangnam Style".

## Sự nghiệp

### Tại Hàn Quốc
Năm 2010, Min-WOO trở nên nổi tiếng và gây sự chú ý bởi các phương tiện truyền thông Hàn Quốc với những bước nhảy của mình trong siries chương trình tuyền hình Star King. Vị nghệ sĩ nhí này cũng xuất hiện trên chương trình thực tế Korea's Got Talent (Cuộc thi Tìm kiếm tài năng Hàn Quốc - Korea's Got Talent), tại cuộc thi này cậu cũng được tán thưởng và yêu mến từ khả năng vũ đạo bởi ban giám khảo.

### Trên thế giới
Ca sĩ nổi tiếng PSY đã thấy được tài năng của Hwang Min Woo thông qua cuộc thi Tài năng Hàn Quốc, và sau đó đã mời nghệ sĩ nhí này vào tham gia video âm nhạc của mình, mà ngày sau đó trở nên đình đám trên thế giới, đó là "Gangnam Style".
Với việc "Gangnam Style" trở thành một hiện tượng đặc biệt trên thế giới, Hwang đã nhận được một sự hưởng ứng và ngưỡng mộ, tạo được sự chú ý bởi tuyền thông nước ngoài như CNN, ABC News... nghệ sĩ nhí này còn đóng quảng cáo, tham gia các đợt trình diễn ở nước ngoài như: Philippines, Hồng Kông và Los Angeles. Theo Soompi thì Hwang là một trong những nhân vật nổi tiếng nhất K-pop.

## Cuộc sống cá nhân
Hwang Min Woo có hai dòng máu (Việt - Hàn), cha của cậu là một người Hàn Quốc và mẹ là người Việt Nam. Năm 2012 Hwang là một trong mười người nhận giải thưởng "Thanh niên đa văn hóa" của Korea Times với sự đống góp đặc biệt của cậu trong việc tăng cường đa dạng văn hóa quốc gia.
Trong cuộc phỏng vấn bởi hãng Reuters, Hwang Min Woo tiết lộ rằng cậu muốn trở thành một "ngôi sao toàn cầu" và vượt qua sự nổi tiếng của PSY trong tương lai.